# Emlen Tunnell
Emlen Lewis Tunnell (* 29. März 1925 in Bryn Mawr, Pennsylvania; † 22. Juli 1975 in Pleasantville, NY) war ein US-amerikanischer American-Football-Spieler. Er spielte unter anderem Defensive Back bei den New York Giants und den Green Bay Packers in der National Football League (NFL).

## College/Militärdienstzeit
Tunnell spielte zunächst an einer Highschool Football, spielte dann bei der University of Toledo und schloss sich danach der US Coast Guard an, da er bedingt durch eine Genickverletzung, die er sich in Toledo zugezogen hatte, dem Militär nicht beitreten konnte. Die Genickverletzung war sehr schwerwiegend, er schwebte in Lebensgefahr, nach der Genesung wurde ihm prophezeit, dass er nie wieder würde Football spielen können.
Tunnell war stationiert in San Francisco und nahm am Zweiten Weltkrieg teil. Am 27. April 1944 ankerte sein Schiff, die USS Etamin vor Papua-Neuguinea und wurde durch japanische Flugzeuge torpediert. Das Schiff geriet in Brand. Tunnell gelang es einen Maschinisten des Schiffes aus dem brennenden Maschinenraum zu ziehen. Obwohl der Matrose starke Verbrennungen erlitt, überlebte der Mann den Angriff. Zwei Jahre später rettete er ein Mannschaftsmitglied seines Schiffes vor dem Ertrinken.
Nach seiner Dienstzeit begann er ein Studium an der University of Iowa. Dort nahm man zu dieser Zeit Afroamerikaner zum Studium an. Aufgrund von Geldnot (im Sommer hatte er aus diesem Grund halbprofessionell Baseball gespielt) brach er 1948 sein Studium ab. Nachdem ihm bekannt geworden war, dass die New York Giants auf der Suche nach Footballspielern waren, fuhr er nach New York um Wellington Mara zu treffen, den Sohn des Eigentümers der Giants, Tim Mara. In New York angekommen, traf er auf der Geschäftsstelle der Giants zufällig auf Tim Mara, der sich mit der Ableistung eines Probetrainings einverstanden zeigte. Zwei Jahre vorher waren in der NFL die Rassenschranken gefallen. Tunnell konnte in dem Probetraining der Giants, die von Steve Owen betreut wurden, überzeugen. Sie verpflichteten ihn danach für ein Jahr mit einem Gesamtverdienst von 5500 US-Dollar.

## Profizeit
Tunnell war nie von einem Profifootballteam gedraftet worden. Trotzdem sollte sich Emlen the Gremlin zu einem der besten Defensive Backs aller Zeiten entwickeln. Mit einer Körpergröße von 185 cm und einem Gewicht von 84 kg waren seine körperlichen Voraussetzungen ideal. Die Anzahl von 79 Interceptions, die er innerhalb seiner Karriere erzielte, befindet sich noch heute in den Rekordbüchern der NFL an zweiter Stelle. Vier dieser Fehlwürfe konnte er zu Touchdowns in die gegnerische Endzone zurücktragen. Sechs Touchdowns erzielte er als pfeilschneller Punt- und Kickoff-Returner. 1959 wechselt er für drei Jahre zu den Green Bay Packers und beendete 1961 seine Karriere. Tunnell spielte in insgesamt 165 Saisonspielen.
Tunnell war während seiner Zeit bei den Giants ein Schlüsselspieler der Mannschaft. Er war zusammen mit Tom Landry Hauptbestandteil der sogenannten Umbrella Defense, bei der die Linebacker mit in die Passverteidigung eingebunden werden. Die Abwehr wurde dadurch für den gegnerischen Angriff sehr schwer ausrechenbar, die Fehlerquote stieg, Tunnell konnte immer wieder die Fehlpässe des gegnerischen Quarterbacks abfangen. 1956 gewannen die Giants mit ihrem legendären Runningback Frank Gifford und ihrem Quarterback Charlie Conerly die NFL Meisterschaft gegen die Chicago Bears mit 47:7.
Im Jahr 1959 wechselte er zu den von Vince Lombardi trainierten Green Bay Packers. 1960 konnte er den Titel mit den Green Bay Packers gegen die Philadelphia Eagles noch nicht gewinnen, die Packers verloren im NFL Endspiel knapp mit 17:13. Im NFL Endspiel des nachfolgenden Jahres gewann er dann doch noch seinen zweiten Meistertitel. Die Giants mussten sich in dem Spiel den Packers mit 37:0 geschlagen geben. Nach diesem Spiel beendete Emlen Tunnell seine Spielerlaufbahn.

## Ehrungen
Tunnell ist Angehöriger des NFL 1950s All-Decade Team, der Pennsylvania Sports Hall of Fame, der Iowa Sports Hall of Fame und der Pro Football Hall of Fame. Er war der erste schwarze Spieler, der 1967 in die Ruhmeshalle des amerikanischen Footballsports gewählt wurde. Tunnell wurde durch die amerikanische Presse achtmal in das NFL All-Pro-Team gewählt und spielte neunmal im Pro Bowl, dem Abschlussspiel der besten Spieler einer Saison. Die Zeitung The Sporting News ernannte ihn 1999 zu einem der größten 100 Footballspieler aller Zeiten. Die Giants ehren ihn auf dem New York Giants Ring of Honor.

## Nach der Karriere
Tunnell arbeitete nach seiner Karriere als Scout. Von 1965 bis 1973 war er bei den Giants Assistant Coach. Er starb an Herzversagen und ist auf dem Gulph Christian Cemetery in West Conshohocken, Pennsylvania, beerdigt.

## Quelle
- Jens Plassmann: NFL – American Football. Das Spiel, die Stars, die Stories (= Rororo 9445 rororo Sport). Rowohlt, Reinbek bei Hamburg 1995, ISBN 3-499-19445-7.